# Inverfarigaig

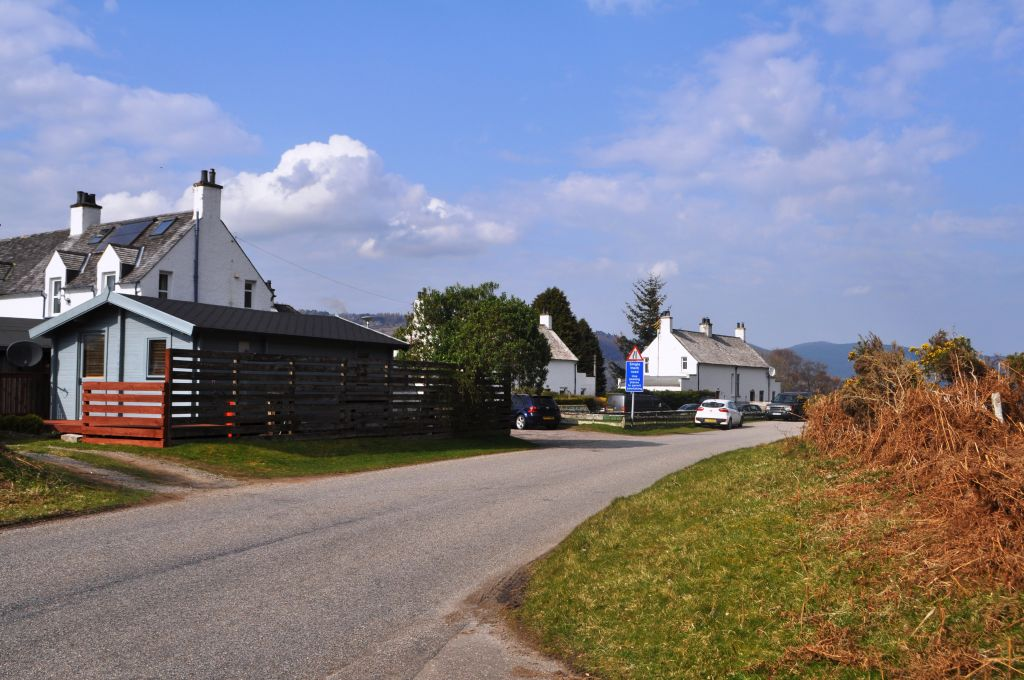
Durchgangsstraße von Inverfarigaig

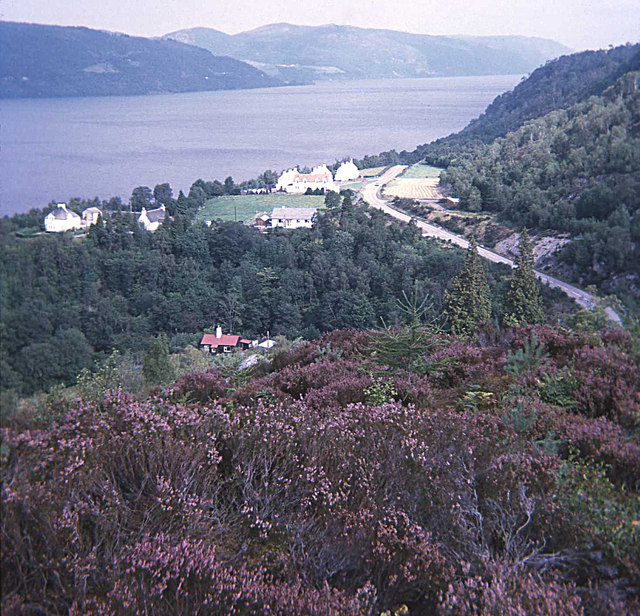
Blick über den Ort auf Loch Ness

Inverfarigaig (schottisch-gälisch Inbhir Faragaig) ist eine Ortschaft, die südwestlich von Inverness in der Region Highland im Norden von Schottland liegt. Im Rahmen der historischen Gliederung Schottlands in Civil Parishes zählt Inverfarigaig zu Boleskine and Abertarff, das zu Inverness-shire gehörte.
Inverfarigaig liegt am Ostufer des Loch Ness nördlich der Einmündung des Flüsschens Farigaig. Erreichbar ist Inverfarigaig über die von Dores über Foyers nach Whitebridge führende B 852. Sie entstand als Militärstraße, die von General Wade in den 1730er-Jahren errichtet wurde. Die Straße quert in Inverfarigaig den Fluss Farigaig über eine Brücke. Das neben einem Neubau noch vorhandene Originalbauwerk steht unter Denkmalschutz. Dies gilt auch für eine am Südrand des Ortes gelegene ehemalige Landestelle für Schiffe aus dem frühen 19. Jahrhundert, errichtet als Teil des Kaledonischen Kanals. Östlich oberhalb des Ortes auf einem Berg namens Dun Deardail finden sich die archäologisch nachweisbaren Reste zweier Forts aus der Eisenzeit.